# Despina (měsíc)
Despina je jedním z měsíců planety Neptun. Byl objeven a zatím prozkoumán jen jednou sondou a to Voyagerem 2 v roce 1989. Je pojmenován po Despoině, dceři Poseidóna a Démétér z řecké mytologie. Jeho původní označení bylo S/1989 N 3.